# Shell USA
Shell USA, Inc. (précédemment Shell Oil Company, Inc.) est la filiale pour les États-Unis de Shell plc (aussi appelé « groupe Shell ») : Shell est une société multinationale basée au Royaume-Uni, une supermajor, parmi les plus grandes sociétés pétrolières dans le monde.
Environ dix-huit mille salariés du groupe Shell travaillent aux États-Unis dans les diverses activités qui concernent le groupe. Le siège social de Shell USA se trouve à Houston, au Texas.
Shell USA, y compris ses sociétés consolidées et sa participation dans des sociétés par actions, représente pour le pays l’un des plus importants producteurs de pétrole et de gaz naturel, négociants en gaz naturel, négociants en carburants et fabricants de produits pétrochimiques.